# Ritiro di Gioacchino tra i pastori
Il Ritiro di Gioacchino tra i pastori è un affresco (200x185 cm) di Giotto, databile al 1303-1305 circa e facente parte del ciclo della Cappella degli Scrovegni a Padova. Fa parte delle Storie di Gioacchino e Anna nel registro più alto della parete destra, guardando verso l'altare.

## Descrizione e stile
Le Storie di Gioacchino e Anna si ispirano al Protovangelo di san Giacomo e allo Pseudo Matteo (in latino) e al De Nativitate Mariae, che si ritrovano poi anche, rielaborati, nella Leggenda Aurea di Jacopo da Varazze. Modelli iconografici furono poi manoscritti miniati di origine bizantina, magari attraverso le derivazioni occidentali, anche se l'artista rinnovò profondamente tali modelli applicando la sua sensibilità moderna, in linea con i principi degli ordini mendicanti.
Dopo la cacciata dal Tempio, Gioacchino si ritira in penitenza tra i pastori, in montagna. La mortificazione dell'uomo è espressa efficacemente dal suo andare mesto e raccolto, a testa bassa, a differenza del cagnolino che gli si fa incontro festoso. I due pastori, davanti a lui, si guardano pensierosi. Una quinta rocciosa ad hoc evidenza le figure umane e il nucleo narrativo della scena. A destra si trova la capanna da cui escono le piccole pecore e che culmina in alto in uno sperone di roccia scheggiata, alla bizantina. Alberelli spuntano qua e là stagliandosi sullo sfondo. 
La stesura è morbida con un uso intenso dei colori e un sapiente uso delle luci e delle ombre per creare la plasticità delle figure, grazie anche alla robustezza del disegno. Paradigmatico è poi, in questa come in altre scene, il rapporto organico tra sfondo e figure, ottenendo il risultato di un complesso unitario. 
Per questa scena sono stati evidenziati alcuni possibili modelli sia nella statuaria classica che in quella transalpina gotica. È stata notata una somiglianza con la Presentazione al Tempio di Nicola Pisano nel pulpito del Duomo di Siena a sua volta derivata da un Dioniso ebbro portato da un satiro su un sarcofago antico del Camposanto monumentale di Pisa.